# Assemblée nationale (Vietnam)
Pour les autres articles nationaux ou selon les autres juridictions, voir Assemblée nationale.
15e législature
Siège de l'Assemblée nationale
L'Assemblée nationale (en vietnamien : Quốc hội) est l'organe représentatif le plus élevé et exerçant le pouvoir législatif dans la république socialiste du Viêt Nam. Elle est décrite au Chapitre VI de la constitution du pays.

## Histoire
Dans la constitution de 1949 l'organe exerçant le pouvoir législatif s'appelait le Parlement. Avec la nouvelle constitution de 1959 il prend le nom d'Assemblée nationale. Le Vietnam a toujours eu un système monocaméral, comme dans la plupart les pays socialistes qui considèrent qu'un système bicaméral revient à diviser le peuple uni.
En 1946, les parlementaires n'étaient élus que pour 3 ans. Ils élisaient le Président de la République pour 6 ans. Il y avait donc un décalage entre les mandats.

## Organisation et fonctionnement

### Élection
L’Assemblée nationale est composée d'un maximum de 500 sièges pourvus pour cinq ans au scrutin majoritaire plurinominal à deux tours dans 184 circonscriptions. Sont déclarés élus les candidats qui obtiennent le plus grand nombre de voix et plus de la moitié des suffrages exprimés dans la circonscription. À défaut, ou si le taux de participation dans la circonscription est inférieur à 50 %, un second tour est organisé entre les candidats restants pour les sièges restants à pourvoir, et ceux recueillant le plus de suffrages sont élus. En pratique, les élections ont lieu en un seul tour en l'absence de réelle compétition.
Les candidats sont choisis par le Parti communiste vietnamien et par le Front de la Patrie du Vietnam. Seulement 1/3 des membres travaillent à plein temps pour l'Assemblée nationale.

### Sessions
L'Assemblée se réunit en session d'un mois deux fois par an. Quand elle n'est pas en session, le travail législatif est effectué par le Comité permanent de l'Assemblée nationale.
La durée des sessions est souvent considérée comme trop courte pour obtenir un travail de qualité. On reproche également l'absence de formation juridique des députés.

### Vote
En principe le vote des lois s'effectue à la majorité absolue des membres.
La révocation d’un membre de l’Assemblée nationale, le raccourcissement ou la prorogation de la durée d’un mandat législatif ou la révision de la Constitution doivent être votés à la majorité des 2/3.

## Pouvoirs

### Attributions juridiques
Selon l'article 83 de la Constitution du Vietnam, l'Assemblée nationale est l'organe représentatif le plus élevé. Elle détient seule les pouvoirs constituant et législatif.
L'article 84 décrit ses attributions :
- Élaboration et modification de la loi et de la Constitution ;
- Élection et révocation des principales figures de l'État : président et vice-président de l'État, président et vice-président de l'Assemblée nationale, membres du Comité permanent de l'Assemblée nationale, Premier ministre. Elle désigne également les présidents de la Cour populaire suprême et du Parquet populaire suprême ;
- Examen des rapports d'activités du président de l'État, du Comité permanent de l'Assemblée nationale, du Gouvernement, de la Cour populaire suprême et du Parquet populaire suprême ;
- Contrôle du gouvernement.

Elle est en particulier compétente pour certaines matières :
- La guerre et à la paix ;
- Les ethnies et les religions ;
- L'organisation et le fonctionnement des institutions étatiques ;
- La politique financière-monétaire nationale et notamment le budget et les impôts ;
- Le plan de développement socio-économique du pays.

### Limites politiques
En réalité le rôle de l'Assemblée nationale est relativement faible même s'il est en continuelle progression. Son travail législatif est étroitement contrôlé par le gouvernement et consiste principalement à appliquer la politique du Parti. Le rôle de contrôle du gouvernement est difficile étant donné que de nombreux membres du parlement occupent également un poste ministériel.
Du fait de ces contraintes, l'Assemblée est qualifiée par plusieurs observateurs de chambre d'enregistrement, bien que les députés se sont opposés parfois à la nomination de responsables proposés par le politburo ou à la LGV Vietnam Nord-Sud en 2010.